# Новоалександровская улица (Санкт-Петербург)
Новоалекса́ндровская улица — улица в Приморском районе Санкт-Петербурга. Меридиональная улица в исторических районах Шувалово и Озерки. Проходит параллельно Новоорловской улице до реки Каменки, по восточной границе Ново-Орловского лесопарка.

## История
Современное название улица носит с 1920-х годов. До этого с 1901 года называлась Новоникитинской улицей.

## Пересечения
С юга на север (по увеличению нумерации домов) Новоалександровскую улицу пересекают следующие улицы:
- Захаров переулок — пересечение;
- Вокзальный проезд — пересечение;
- Заповедная улица — пересечение.

## Транспорт
Ближайшие к Новоалександровской улице станции метро — «Озерки» (около 1,65 км по прямой от начала улицы) и «Проспект Просвещения» (кратчайшее расстояние по прямой — около 2,2 км). Обе станции расположены на 2-й (Московско-Петроградской) линии.
Движение наземного общественного транспорта по улице отсутствует.
Ближайшие к Новоалександровской улице остановочные пункты железной дороги — Шувалово (кратчайшее расстояние по прямой — около 200 м) и Озерки (около 600 м по прямой от начала улицы).

## Общественно значимые объекты
- Ново-Орловский лесопарк (к западу, по всей длине улицы)